# جايسون بير
جايسون بير (بالإنجليزية: Jason Bare)‏ هو مغن مؤلف أمريكي، ولد في 14 نوفمبر 1975 في غاستونيا في الولايات المتحدة.